# フェレダ (小惑星)
フェレダ またはベレダ (126 Velleda) は、小惑星帯に位置する小惑星の一つ。おそらくS型小惑星だろうと考えられている。1872年11月5日にパリでフランスの天文学者、ポール＝ピエール・アンリにより発見された。ポールと弟のプロスペール＝マティユーは二人合わせて14個の小惑星を発見したが、これはポールが発見した中では最初のものである。ゲルマン人の部族ブルクテリ族の司祭で女預言者ウェレダから命名された。
この星は、5時間から8時間44分に1度自転し、光度曲線は0.22等級の振幅で変化する。